# Легенда за пазителите
„Легенда за пазителите“ (на английски: Legend of the Guardians: The Owls of Ga'Hoole) е американско-австралийски анимационен, приключески, фантастичен филм от 2010 г., на режисьора Зак Снайдър. Премиерата на филма е на 24 септември 2010 в САЩ и Канада, а на 30 септември в Австралия.

## Сюжет
Внимание:  Текстът по-долу разкрива сюжета на произведението (или части от него)!
Сьорен и брат му е отвлечен. Отива в царството на злия Лорд Тито, който планира да завладее съседните царства. Клад се кълне във вярност към Тито, Сьорен трябва да избяга и да се потърси помощ от легендарните пазителите на дървото Га'Хул...

## В ролите
| Актьор          | Роля     |
| --------------- | -------- |
| Джим Стърджис   | Сьорен   |
| Хюго Уивинг     | Ноктус   |
| Райън Куонтън   | Клад     |
| Хелън Мирън     | Найра    |
| Аби Корниш      | Отулиса  |
| Джефри Ръш      | Езилриб  |
| Сам Нийл        | Металбик |
| Дейвид Уенъм    | Дигър    |
| Ричард Роксбърг | Борън    |
| Мириам Марголис | Плифивър |
| Антъни Лапалия  | Туайлт   |
| Емили Баркли    | Галфи    |
| Ангъс Сампсън   | Джат     |
| Адриен Де Фария | Еглантин |
| Еси Дейвис      | Мариля   |
| Бари Ото        | Ехидна   |

## Награди и номинации
| Награда             | Категория                  | Резултат  |
| ------------------- | -------------------------- | --------- |
| 37-и награди Сатурн | Най-добър анимационен филм | номинация |